# Ndlela kaSompisi
Ndlela kaSompisi (* unbekannt; † 1840) war ein Häuptling des Ntuli-Clans der Zulu sowie Berater und Heerführer der Zulukönige Shaka kaSenzangakhona († 1828) und Dingane kaSenzangakhona († 1840). In seiner Funktion als militärischer Oberkommandierender König Dinganes war er an zahlreichen für das Zulureich wichtigen Schlachten beteiligt, so zum Beispiel an der Schlacht am Blood River (1838), die mit einer folgenschweren Niederlage der Zuluarmee gegen die burischen Voortrekker endete.

## Leben
Der Überlieferung der Zulu zufolge zeichnete sich Ndlela 1819 in der Schlacht am Fluss Mhlatuze, in der König Shaka die Ndwandwe entscheidend schlug, durch besondere Tapferkeit aus. Shaka machte Ndlela, der in die Zulu-Königsfamilie eingeheiratet hatte, zum Häuptling bzw. König (inKosi) der Ntuli und übertrug ihm einen hohen militärischen Kommandoposten. Als Dingane die Macht an sich riss, ließ er zahlreiche Gefolgsmänner Shakas ermorden, nicht aber Ndlela, den er zum Oberkommandierenden der Armee und zu einem seiner Chefberater (inDuna, Plural: izinDuna) machte. Im Auftrag seines neuen Herrn führte Ndlela, der als politisch ambitioniert galt, in den Folgejahren verschiedene Feldzüge, welche die Zulu-Regimenter (amaButho) einerseits zum Teil in weit von ihrem angestammten Gebiet entfernte Landstriche führten, andererseits aber nicht die erhoffte Kriegsbeute einbrachten und daher hinter den Erwartungen zurückblieben.
In seiner Funktion als inDuna gehörte Ndlela zu jenen Personen, die König Dingane letztlich davon überzeugten, den 1837 ins Zululand einströmenden Voortrekkern Widerstand zu leisten. Ndlela wird auch als einer der Masterminds bei der am 6. Februar 1838 in Dinganes Residenz uMgungundlovu erfolgten Ermordung Pieter Retiefs und seiner Männer angesehen, die gekommen waren, um einen Vertrag mit den Zulu zu unterzeichnen, der den Buren einen Teil des Zululandes als Siedlungsland hätte übereignen sollen.
Im anschließend ausbrechenden Krieg zwischen den Zulus und den Voortrekkern kommandierte Ndlela die Zulu-Armee in der im August 1838 ausgetragenen Schlacht von Veglaer, in der die Zulu die Wagenburg (Laager) der Buren nicht zu überwinden vermochten und sich schließlich mit dem von ihnen erbeuteten Vieh zurückzogen. Gemeinsam mit Dambuza kommandierte Ndlela auch jene Zulu-Armee, die am 16. Dezember 1838 von den Buren in der Schlacht am Blood River vernichtend geschlagen wurde, womit auch der Krieg zugunsten der Buren entschieden war.
Im bald darauf folgenden Bürgerkrieg im Zululand war Ndlela abermals Heerführer König Dinganes. Er verlor aber die entscheidende Schlacht bei den Maqongqo-Hügeln gegen die Armee von Dinganes Rivalen und Halbbruder Mpande kaSenzangakhona († 1872). Diese Niederlage, die Dingane nun endgültig seinen Thron kostete, besiegelte auch Ndlelas Schicksal. Dingane glaubte an einen Verrat Ndlelas – nicht zuletzt auch deshalb, weil letzterer sich stets für die Erhaltung der Blutlinie Shakas eingesetzt und darum Mpande vor dem kinderlosen König geschützt hatte – und ließ ihn durch Strangulation hinrichten.

## Nachkommen
Bekannt sind zwei Söhne Ndlelas, Godide kaNdlela (* um 1820; † 1883) und Mavumengwana kaNdlela (* um 1830; † 1893), die ihm als inKosi der Ntuli nachfolgten und bedeutende Positionen als Heerführer und Ratgeber der Zulu-Könige Mpande und Cetshwayo kaMpande († 1884) einnahmen.